# Институт Анри Пуанкаре
Институт имени Анри Пуанкаре (ИАП) является составной частью университета Пьера и Марии Кюри и ассоциирован с CNRS. Он расположен в пятом арондисмане Парижа на холме св. Женевьевы по соседству с некоторыми другими парижскими ВУЗами.

## История
Сразу после первой мировой войны математики Эмиль Борель из Франции и Джордж Биркгоф из США убедили американских и французских спонсоров (Эдмона де Ротшильда и фонд Рокфеллера соответственно) проспонсировать строительство центра для лекций и международного обмена в области математики и теоретической физики. Институт был открыт 17 ноября 1928 и назван в честь французского математика Анри Пуанкаре (1854—1912).
С первого же дня своего существования целью института является развитие и продвижение математики, теоретической физики. Вскоре институт становится излюбленным местом сбора французской научной общественности. В 1990-х годах ИАП формируется как тематический институт по образцу Научно-исследовательского института мтематических наук и является местом для встреч и обмена знаниями.

## Структура
В Управляющий Совет ИАП входит 25 человек. Постоянных сотрудников нет, за исключением директора и заместителя директора. С 2009 года институт возглавляет математик Седрик Виллани, лауреат филдсофской премии. Заместителем директора в настоящее время работает французский космолог Жан-Филипп Узан.

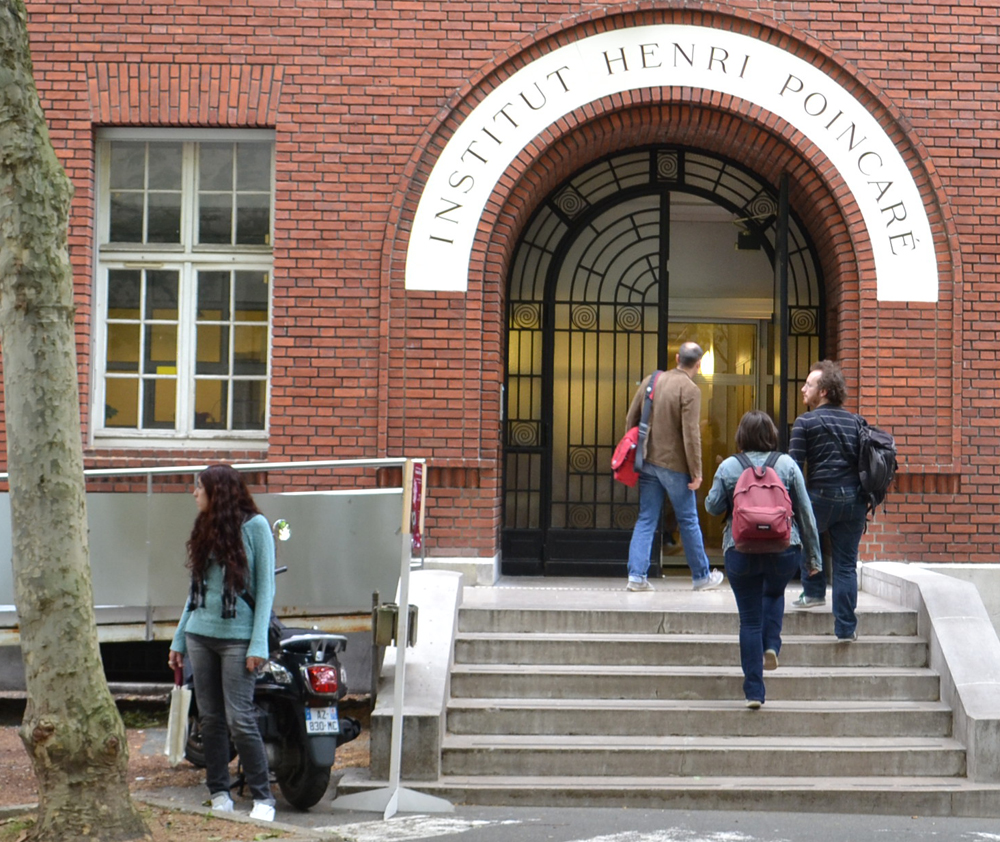
Главный вход института

## Научная деятельность
Являясь местом проведения национальных и международных математических обменов, институт организует так называемые «тематические кварталы» (трёхмесячные программы по конкретной тематике), обеспечивает краткосрочное интенсивное сотрудничество, проводит высокоуровневые обучающие PhD курсы, конференции и семинары по математике или по смежным областям, таким как физика, биология или информатика. Темы трёхмесячных курсов выбираются научным советом ИАП. Институт ежегодно принимает около 11 000 математиков.
В 2013 году институт запустил научную программу «Кресло Пуанкаре», призванную способствовать международной карьере талантливых юных исследователей. В ИАП проводятся многочисленные семинары или циклы лекций, такие как Бурбаки (Bourbaki) семинары, Бурбафи (Bourbaphy) семинары, названные так, поскольку были вдохновлены Бурбаки семинарами; семинар по истории математики, а также более специализированные лекции по алгебре, теории чисел, математической физике, эллиптическим кривым…
Также институт издаёт научные журналы (Анналы Института имени Анри Пуанкаре), а именно: Журнал Теоретической и Математической Физики, Вероятность и Статистика, а также Нелинейный Анализ с передовыми статьями, представляющими фундаментальные исследования в соответствующей области. Планируется издание четвёртого журнала.

## Широкая общественность
В качестве витрины французской математики институт организует и спонсирует многочисленные научные и культурные мероприятия, направленные на широкую публику (2011: выставка «Математика, Прекрасное Где-то Там» (Mathematics, a Beautiful Elsewhere) в фонде современного искусства Картье; 2011: Дань памяти Эвариста Галуа; 2012: Сто лет со дня смерти Анри Пуанкаре. Институт использует тесные связи с различными ассоциациями и обществами для продвижения математики.

## Математические конструкции
В библиотеке института имени Анри Пуанкаре собрано около четырёхсот математических моделей и конструкций, сделанных из различных материалов: стекло, пластик, картон, проволока, швейная нить на жёсткой раме, гипс. Коллекция, начало которой положил дар Мартина Шиллинга, с течением времени только увеличивается.

## Руководители института имени Анри Пуанкаре
- 1928—1948: Эмиль Борель
- 1949—1975 Поль Монтель
- 1975—1984 Шарль Пизо[англ.]
- 1984—1985 Пьер Лелон[англ.]
- 1986—1987 Бернар Тессье[англ.]
- 1988—1989 Жак Стерн[англ.]
- 1990—1994 Пьер Гривар[фр.]
- 1994—1995 Джозеф Эстерле
- 1999—2008 Мишель Бруэй[англ.]
- С 2009 Седрик Виллани